# پاتسانو
پاتسانو (به ایتالیایی: Pazzano) یک کومونه در ایتالیا است که در استان رجو کالابریا واقع شده‌است.

## خصوصیات
پاتسانو ۱۵ کیلومترمربع مساحت و ۷۹۹ نفر جمعیت دارد و ۴۶۰ متر بالاتر از سطح دریا واقع شده‌است.